# Sweet FM
 (février 2024).
- Si vous ne connaissez pas le sujet, laissez ce bandeau (vous pouvez alors contacter les auteurs).
- Si vous supprimez le contenu mis en cause (vous pouvez préalablement contacter les auteurs),

argumentez précisément cette suppression dans la page de discussion
(un manque de référence n'est pas un argument ; une recherche réelle de référence doit avoir été effectuée, être formellement documentée).
 (septembre 2023).
Sweet FM est une station de radio française privée musicale de catégorie B indépendante, historiquement basée à La Ferté-Bernard dans la Sarthe depuis le milieu des années 1980. La radio est aujourd'hui exploitée par la SARL "VH Com" depuis son siège du Mans.

## Historique

### Création
Cette section ne s'appuie pas, ou pas assez, sur des sources secondaires ou tertiaires indépendantes du sujet. Le texte peut contenir des analyses inexactes ou inédites de sources primaires.
Pour l'améliorer, ajoutez-en, ou placez des modèles {{Source secondaire souhaitée}} ou {{Source secondaire nécessaire}} sur les passages mal sourcés. (septembre 2024)
Le 16 juin 1984, naissance de "RFB - Radio La Ferté" qui émet de 8 heures à 14 heures puis de 17 heures à 20 heures sur 94 MHz depuis le camping de La Ferté-Bernard. En août 1986, on[style à revoir] parle de « La Ferté FM » : la radio est désormais installée dans des locaux prêtés par un commerçant au 25 de la rue Faidherbe, elle est dirigée par Pierre Roux et la longueur d'onde passe à 93,9 MHz. Le mardi 25 août 1987, à la suite de désaccords avec l'équipe de La Ferté FM, Pierre Roux lance une nouvelle station : "Radio Val d'Huisne", sur 93,6 MHz. Le pylône d'émission est posé en périphérie de la ville à La Chapelle-du-Bois, au lieu-dit La Préhutterie et les premiers directs se font depuis un bungalow avant que studio et bureaux ne soient installés au 31 de la rue d'Huisne à La Ferté-Bernard.
Quelques mois plus tard, en janvier 1988, West FM, radio basée au Mans, rachète La Ferté FM et lance sur sa fréquence le 15 février « West FM - La Ferté » : l'animateur-technicien en est Olivier Torché, pendant qu'Odette Loreau démarche les annonceurs locaux. L'aventure ne durera pas longtemps.
En janvier 1988, Radio Val d'Huisne quitte la rue d'Huisne et emménage dans la Galerie Carnot avec une équipe de douze intervenants réguliers, bénévoles pour la plupart, qui tiennent quotidiennement l'antenne de 7 heures à 20 heures. L'association devient une SARL : Fertoise de Communication avec six associés qui lancent, en parallèle, le magazine Pays fertois qui ne paraîtra que quatre fois[source secondaire souhaitée].
Le 1er juin 1990, Jack Guilmin rachète Radio Val d'Huisne pour 165 000 francs en ne conservant qu'un seul salarié à temps plein, Philippe Morin, et deux autres à mi-temps, Philippe Decaen et Christophe Cavalier. La fréquence passe à 93,8 MHz. En 1991, Radio Val d'Huisne omet de déposer son dossier de candidature pour régulariser sa situation auprès du Conseil supérieur de l'audiovisuel, mais une autorisation lui est exceptionnellement accordée après quelques démarches, elle passe alors sur le 95,8 MHz. En 1996, la station passe à une diffusion musicale par ordinateur.
En septembre 2003, arrivée de nouveaux propriétaires : Jack Guilmin va vendre sa radio à Wilfrid Tocqueville, Emilien Borderie et Benoît Simon[source secondaire souhaitée]. Le trio décide de quitter la Galerie Carnot pour s'installer au 20 de la place Saint-Julien et modifie légèrement la dénomination en "Val d'Huisne FM". Les programmes sont totalement repensés. Le rachat est signé en juin 2004. Une deuxième fréquence est délivrée, à Nogent-le-Rotrou (98,6 MHz).

### Développement
Soucieux de ne pas entraver un nécessaire développement futur sur de nouvelles zones géographiques, les responsables de la radio cherchent à abandonner la dénomination "Val d'Huisne", trop restrictive, et rebaptisent la radio "Sweet FM" dès le 1er janvier 2006. 
Dans le courant de l'été 2008 le CSA, par l'intermédiaire du Comité technique radiophonique de Caen, autorise l'exploitation de nouvelles zones : la diffusion des programmes de Sweet FM s'étend alors à l'agglomération du Mans et au secteur de Mamers pour la Sarthe, ainsi qu'à Alençon et à L'Aigle pour l'Orne. Ainsi, Sweet FM émet sur des territoires administrativement très divers : trois départements partiels (Sarthe, Orne, Eure-et-Loir) et trois morceaux de régions (Pays de la Loire, Basse-Normandie et Centre-Val de Loire).
Depuis le début de l'année 2009, les locaux principaux (administration, rédaction, programmation, production, commercialisation) se trouvent dans la zone franche urbaine Monthéard-Sablons, au Mans. Sweet FM a néanmoins conservé son implantation originelle sur la place Saint-Julien à La Ferté-Bernard.
En septembre 2009, Sweet FM signe un contrat de partenariat pour devenir "radio officielle du Mans UC" : les matches de l'équipe de football ligue 1 du Mans sont retransmis en direct et en intégralité sur l'antenne commenté par Jérémie Richard, un panneau publicitaire est apposé dans le stade Léon-Bollée et le Mans UC rend accessible depuis son site certains éléments audio provenant de Sweet FM. Ce partenariat ne durera qu'un an.[réf. nécessaire]
Le CSA délivre progressivement de nouvelles autorisations d'émettre supplémentaires pour Sweet FM : en décembre 2009, à Sablé-sur-Sarthe (89,4 MHz), à Saint-Calais (98,6 MHz) et à La Loupe (90,2 MHz) ; en novembre 2010, en Mayenne, à Château-Gontier (102,7 MHz), puis début 2013, à Craon (92.4 MHz). Ce développement rapide permet à Sweet FM de devenir la première radio de Sarthe en 2013.
Le Conseil supérieur de l'audiovisuel valide, début juin 2017, le rachat de Plus FM, station de radio basée à Blois qui appartenait depuis 26 ans au groupe Humanis. Sweet FM dispose dès lors de six nouvelles fréquences lui permettant de couvrir l'ensemble du département de Loir-et-Cher. Le siège et les studios blésois de Plus FM sont conservés, de même que l'ensemble des salariés. En définitive, à partir du 3 juillet 2017, Plus FM diffuse les programmes de Sweet FM, qui renforce ainsi sa présence dans la région Centre-Val de Loire.

## Programmation
Le format de Sweet FM est généraliste, avant tout musical et basé sur des succès français et internationaux (les hits), avec une part importante de nouveautés programmées en alternance avec des titres de référence. Informations, rubriques pratiques, jeux et animations étoffent la programmation quotidiennement.